# Lijst van voetbalinterlands Australië - Myanmar (vrouwen)
Deze lijst van voetbalinterlands is een overzicht van alle officiële voetbalinterlands tussen de nationale vrouwenteams van Australië en Myanmar. De landen hebben tot nu toe drie keer tegen elkaar gespeeld.

## Wedstrijden
| № | Plaats          | Datum            | Competitie                          | Wedstrijd           | Uitslag |
| - | --------------- | ---------------- | ----------------------------------- | ------------------- | ------- |
| 1 | Adelaide        | 18 juli 2006     | Aziatisch kampioenschap 2006        | Myanmar − Australië | 0 − 2   |
| 2 | Taipei          | 21 februari 2007 | Olympische Spelen 2008 kwalificatie | Australië − Myanmar | 2 − 0   |
| 3 | Ho Chi Minhstad | 18 oktober 2008  | Vriendschappelijk                   | Myanmar − Australië | 1 − 5   |

## Samenvatting
| Competitie                     | Totaal gespeeld | Winst Australië | Gelijk | Winst Myanmar | Doelsaldo Australië – Myanmar |
| ------------------------------ | --------------- | --------------- | ------ | ------------- | ----------------------------- |
| Olympische Spelen kwalificatie | 1               | 1               | 0      | 0             | 2 − 0                         |
| Aziatisch kampioenschap        | 1               | 1               | 0      | 0             | 2 − 0                         |
| Vriendschappelijk              | 1               | 1               | 0      | 0             | 5 − 1                         |
| Totaal                         | 3               | 3               | 0      | 0             | 9 − 1                         |

FFA · A-internationals · Australisch mannenelftal
1975 – 1989 · 1990 – 1999 · 2000 – 2009 · 2010 – 2019 · 2020 – 2029
Amerikaans-Samoa ·
Argentinië ·
België ·
Brazilië ·
Canada ·
Chili ·
China ·
Colombia ·
Cookeilanden ·
Denemarken ·
Duitsland ·
Engeland ·
Equatoriaal-Guinea ·
Estland ·
Fiji ·
Filipijnen ·
Finland ·
Frankrijk ·
Ghana ·
Griekenland ·
Haïti ·
Hongarije ·
Hongkong ·
Ierland ·
Indonesië ·
Iran ·
Italië ·
Jamaica ·
Japan ·
Jordanië ·
Maleisië ·
Mexico ·
Myanmar ·
Nederland ·
Nieuw-Caledonië ·
Nieuw-Zeeland ·
Nigeria ·
Noord-Korea ·
Noorwegen ·
Oezbekistan ·
Oostenrijk ·
Papoea-Nieuw-Guinea ·
Portugal ·
Rusland ·
Samoa ·
Schotland ·
Singapore ·
Spanje ·
Taiwan ·
Thailand ·
Tsjechië ·
Verenigde Staten ·
Vietnam ·
Zambia ·
Zimbabwe ·
Zuid-Afrika ·
Zuid-Korea ·
Zweden ·
Zwitserland